# ADO.NET Data Services
ADO.NET Data Services Es una plataforma para que Microsoft llame a los servicios de datos, es una combinación del tiempo de ejecución y un servicio web a través del cual los servicios se exponen. Además, también incluye el Data Services Toolkit que permite a Astoria Data Services crearse desde dentro de ASP.NET. El proyecto fue anunciado en Astoria MIX 2007, y la primera vista previa para desarrolladores se puso a disposición el 30 de abril de 2007. El CTP primero se hizo disponible como parte de la ASP.NET 3.5 Vista previa de extensiones. El cambio de nombre de ADO.NET Data Services para WCF Data Services se anunció en 2009.
- Datos: Q581651